# Ålandet
Ålandet este o arie protejată (arie specială de conservare — SAC, sit de importanță comunitară — SCI) din Suedia întinsă pe o suprafață de 23,7 ha, integral pe uscat.

## Localizare
Centrul sitului Ålandet este situat la coordonatele 59°41′27″N 18°59′20″E / 59.6909°N 18.989°E.

## Înființare
Situl Ålandet a fost declarat sit de importanță comunitară în iunie 2001 pentru a proteja 1 specie de plante și 1 specie de animale. Situl a fost protejat și ca arie specială de conservare în martie 2011.

## Biodiversitate
Situată în ecoregiunile boreală și marină baltică, aria protejată conține 1 habitat natural: Taiga vestică.
La baza desemnării sitului se află mai multe specii protejate:
- plante (1): Buxbaumia viridis
- nevertebrate (1): Vertigo angustior